# Escut de l'Estat de Nova York
El segell de l'estat de Nova York (l'escut d'armes va ser adoptat oficialment en 1778) envoltades per les paraules "El Gran Segell de l'Estat de Nova York." A sota es mostra el lema de Nova York (Excelsior, que en llatí significa més amunt).
La deessa Justícia simbolitza la llibertat abans que la llei. Porta els ulls embenats i porta la balança de la justícia a la mà esquerra. La deessa de la llibertat, que simbolitza la pròpia llibertat, porta una llança amb un barret frigi, representant la independència del Regne de Gran Bretanya. Al centre de l'escut trobem a dos vaixells remuntant el riu Hudson, amb un fons d'un sol sobre les muntanyes. Sobre tot això, un globus terrestre que mostra l'oceà Atlàntic i un àguila calba. Sota això, el lema de l'estat: Excelsior. La seva traducció significa "Sempre Amunt", "Sempre a la Cimera" o "Més Alt i tot".

## Segells del Govern de Nova York

Segell d'armes de la Policía Estatal de Nova York
Segell d'armes de la Cort d'apel·lacions de Nova York